# Marilyn Tremaine
Marilyn Mantei Tremaine je americká počítačová vědkyně, považována za expertku na interakci člověka s počítačem a průkopnici tohoto oboru.

## Vzdělání
Tremaine získala bakalářské vzdělání v matematice, fyzice a francouzštině na wisconsinské univerzitě. V roce 1982 získala doktorát v teorii komunikace na univerzitě Jižní Kalifornie. Své poslední dva roky doktorátu strávila na univerzitě Carnegieho–Mellonových pod vedením prof. Allena Newella.

## Profesionální kariéra
Tremaine začala svou akademickou kariéru jako lektorka (a později odborná asistentka) na michiganské univerzitě. V roce 1988 se stala docentkou (anglicky associate professor) na torontské univerzitě v Kanadě a stala se členkou multidisciplinární skupiny Dynamic Graphics Project. V roce 1997 se vrátila zpět do Spojených států, kde se stala profesorkou počítačových věd na univerzitě Drexel. Od roku 2001 na technologickém institutu v New Jersey, kde vedla katedru informačních systémů. V roce 2008 se přesunula na pozici profesorky na univerzitě Rutgers. V současné době působí jako profesorka na torontské univerzitě.
Tremaine spoluzaložila ACM SIGCHI, zvláštní skupinu asociace ASM zaměřenou na interakci člověka s počítačem. Mezi lety 1999 a 2000 působila jako předsedkyně výkonného výboru SIGCHI.

## Osobní život
Marylin Tremaine žije v Torrontu. Je vdaná za astrofyzika Scotta Tremaine.